# Coenopoeus niger
Coenopoeus niger là một loài bọ cánh cứng trong họ Cerambycidae.